# Начбах-Лојперсбах
Начбах-Лојперсбах општина је у округу Нојенкихен у Аустрији, држава Доња Аустрија, у источном делу земље на око 60 km од главног града Беча. На попису становништва 2011. године, општина Начбах-Лојперсбах имала је 1.715 становника.
Начбах-Лојперсбах има ватрогасну станицу и вртић.

## Клима
Подручје Шратенбаха је део хемибореалне климатске зоне. Просечна годишња температу је 9 °C (48 °F) Најтоплији месец је јул, кад је просечна температура 20 °C (68 °F), а најхладнији је јануар са −4 °C (25 °F). Просечна годишња сума падавине је 1074 мм. Највлажнији месец је јул, са просеком од 144 мм падавина, а најсушнији је децембар са 40 мм.

## Географија

### Географска локација
Начбах-Лојперсбах лежи у подножју предела Буклиге Вејт, у долини реке Шварца и налази се на јужном крају Бечке котлине. У Начбах-Лојперсбаху и околини углавном расту мешовите шуме. Начбах-Лојперсбах су прилично густо насељени, са 160 становника на квадратни километар.

### Насеља
У општини Начбах-Лојперсбах спадају следећа три насеља (према статистичким подацима о броју становника из јануара 2017. године):
- Линдруб (45)
- Лојперсбах (802)
- Начбах (860)

Општина се састоји од три катастарске општине Начбах, Линдгруб и Лојперсбах.

## Историја
Села у општини су помињана неколико пута у историји. Први пут се помињу 1130. године када је неки сељанин био донатор цркве Формбах (сада Ворнбах у Нојхаус ам Ину). Око 1140. године појављује се име Лајпрантесдорф, које је додељено локалном оснивачу по имену Лајпрант. 1150. године Линтграбен се први пут помиње. Име села се временом мењало. Године 1970. општине Начбах и Лојперсбах су се спојиле, а 1973. године општини је спојено насеље Линдгруб.

## Демографија

### Религија
Према подацима пописа из 2001. године 78,2% становништва су били римокатолици, 4,3% евангелисти, 2,1% муслимани и 0,7 православци. 12,2% становништва се изјаснило да нема никакву верску припадност.

## Политика
Градоначелник општине је Гјунтер Штелваг (АНП), потпредседник је Евалд Блохбергер (АНП). Управник дистрикта је Бјанка Коменда.
Општинско веће је након локалних избора 2015. године подељено на следећи начин:
- АНП 11 места
- СДПА 5 места
- СПА 3 мандата

Партнерски градови
Од 1987. године постоји партнерство са Корнудом у Италији.

## Култура и знаменитости
Начбах-Лојперсбаху има музички клуб

## Спорт
- Фудбалским клуб Начбах-Лојперсбах
- Тениски клуб Начбах-Лојперсбах[8]
- Спидвеј клуб Начбах-Лојперсбах